# Œuvres d'Alex Ross
Cette page recense la bibliographie d'Alex Ross par ordre chronologique. Sont ici énumérées uniquement ses bandes dessinées, qu'il soit dessinateur ou scénariste parus en français. Pour sa bibliographie en langue originale voir l'article anglophone.

## 1990-1999
- Marvels[1], Semic, Collection Privilège, novembre 1994
Scénario : Kurt Busiek - Dessin et couleurs : Alex Ross
- 1 Kingdom Come 1, Semic, Spécial DC, septembre 1997
Scénario : Mark Waid - Dessin et couleurs : Alex Ross
- 2 Kingdom Come 2, Semic, Spécial DC, novembre 1997
Scénario : Mark Waid - Dessin et couleurs : Alex Ross
- Superman : Paix sur terre, Soleil Productions, août 1999
Scénario : Paul Dini - Dessin et couleurs : Alex Ross

## 2000-2009
- 1 Earth X 1 : Un monde en sursis, Marvel France, Collection 100 % Marvel, mai 2000
Scénario : Alex Ross - Dessin : John Paul Leon - Couleurs : Matt Hollingsworth
- 2 Earth X 2 : Démons et merveilles, Marvel France, Collection 100 % Marvel, juillet 2000
Scénario : Alex Ross - Dessin : John Paul Leon - Couleurs : Matt Hollingsworth
- Batman : Guerre au crime[2], Soleil Productions, juillet 2000
Scénario : Paul Dini - Dessin et couleurs : Alex Ross
- 3 Earth X 3 : La Fin d'un monde, Marvel France, Collection 100 % Marvel, novembre 2000
Scénario : Alex Ross - Dessin : John Paul Leon - Couleurs : Matt Hollingsworth
- Uncle Sam, Semic, Collection Semic Books, février 2001
Scénario : Steve Darnall - Dessin et couleurs : Alex Ross
- 4 Earth X 4 : La Force du destin, Marvel France, Collection 100 % Marvel, mars 2001
Scénario : Alex Ross - Dessin : John Paul Leon - Couleurs : Matt Hollingsworth
- Shazam! : Lutte pour l'espoir, Soleil Productions, mai 2001
Scénario : Paul Dini - Dessin et couleurs : Alex Ross[3]
- 1 Universe X 1 : Le Poids du passé, Marvel France, Collection 100 % Marvel, mai 2001
Scénario : Alex Ross - Dessin : Dougie Braithwaite - Couleurs : Laura Depuy
- 2 Universe X 2 : Danse avec la mort, Marvel France, Collection 100 % Marvel, août 2001
Scénario : Alex Ross - Dessin : Dougie Braithwaite - Couleurs : Laura Depuy
- 3 Universe X 3 : Grandeur et décadence, Marvel France, Collection 100 % Marvel, novembre 2001
Scénario : Alex Ross - Dessin : Dougie Braithwaite - Couleurs : Laura Depuy
- 4 Universe X 4 : Le Secret des pyramides, Marvel France, Collection 100 % Marvel, avril 2002
Scénario : Alex Ross - Dessin : Dougie Braithwaite - Couleurs : Laura Depuy
- 5 Universe X 5 : La Vie après la mort, Marvel France, Collection 100 % Marvel, avril 2002
Scénario : Alex Ross - Dessin : Dougie Braithwaite - Couleurs : Laura Depuy
- Wonder Woman : Vérité triomphante, Soleil Productions, juin 2002
Scénario : Paul Dini - Dessin et couleurs : Alex Ross
- 6 Universe X 6 : Demain, l'apocalypse, Marvel France, Collection 100 % Marvel, août 2002
Scénario : Alex Ross - Dessin : Dougie Braithwaite - Couleurs : Laura Depuy
- JLA : Justice et liberté, Semic, Collection Semic Books, avril 2004
Scénario : Paul Dini - Dessin et couleurs : Alex Ross
- Les Plus grands super-héros du monde, Panini Comics, octobre 2008
Scénario : Paul Dini - Dessin et couleurs : Alex Ross

## Art books
- Mythology: The DC Comics Art of Alex Ross, édité par Chipp Kidd, Pantheon, 2003, 320 p.publié en français sous le titre Mythology, l'art des comics par Alex Ross, Urban Comics, 2014
- The Dynamite Art of Alex Ross, Dynamite Entertainment, 2011, 328 p.
- Rough Justice: The DC Comics Sketches of Alex Ross, édité par Chipp Kidd, Pantheon, 2012, 224 p.
- Marvelocity: The Marvel Comics Art of Alex Ross, édité par Chipp Kidd, Pantheon, 2018, 312 p.